# Pseudopanurgus dicksoni
Pseudopanurgus dicksoni är en biart som beskrevs av Timberlake 1967. Pseudopanurgus dicksoni ingår i släktet Pseudopanurgus och familjen grävbin. Inga underarter finns listade i Catalogue of Life.